# Lijst van nummer 1-hits in Italië in 1992
Deze hits stonden in 1992 op nummer 1 in de Hit Parade Italia, de bekendste hitlijst in Italië.
| Datum        | Artiest                           | Titel                                  |
| ------------ | --------------------------------- | -------------------------------------- |
| 4 januari    | George Michael & Elton John       | Don't Let the Sun Go Down on Me (live) |
| 11 januari   | Michael Jackson                   | Black or White                         |
| 18 januari   | Michael Jackson                   | Black or White                         |
| 25 januari   | George Michael & Elton John       | Don't Let the Sun Go Down on Me (live) |
| 1 februari   | George Michael & Elton John       | Don't Let the Sun Go Down on Me (live) |
| 8 februari   | George Michael & Elton John       | Don't Let the Sun Go Down on Me (live) |
| 15 februari  | George Michael & Elton John       | Don't Let the Sun Go Down on Me (live) |
| 22 februari  | George Michael & Elton John       | Don't Let the Sun Go Down on Me (live) |
| 29 februari  | George Michael & Elton John       | Don't Let the Sun Go Down on Me (live) |
| 7 maart      | George Michael & Elton John       | Don't Let the Sun Go Down on Me (live) |
| 14 maart     | Paolo Vallesi                     | La forza della vita                    |
| 21 maart     | Aleandro Baldi & Francesca Alotta | Non amarmi                             |
| 28 maart     | Bruce Springsteen                 | Human Touch                            |
| 4 april      | Bruce Springsteen                 | Human Touch                            |
| 11 april     | Aleandro Baldi & Francesca Alotta | Non amarmi                             |
| 18 april     | Annie Lennox                      | Why                                    |
| 25 april     | Annie Lennox                      | Why                                    |
| 2 mei        | Annie Lennox                      | Why                                    |
| 9 mei        | Annie Lennox                      | Why                                    |
| 16 mei       | Annie Lennox                      | Why                                    |
| 23 mei       | Annie Lennox                      | Why                                    |
| 30 mei       | Snap!                             | Rhythm Is a Dancer                     |
| 6 juni       | Snap!                             | Rhythm Is a Dancer                     |
| 13 juni      | Snap!                             | Rhythm Is a Dancer                     |
| 20 juni      | Snap!                             | Rhythm Is a Dancer                     |
| 27 juni      | Snap!                             | Rhythm Is a Dancer                     |
| 4 juli       | Snap!                             | Rhythm Is a Dancer                     |
| 11 juli      | Snap!                             | Rhythm Is a Dancer                     |
| 18 juli      | Snap!                             | Rhythm Is a Dancer                     |
| 25 juli      | Snap!                             | Rhythm Is a Dancer                     |
| 1 augustus   | Snap!                             | Rhythm Is a Dancer                     |
| 8 augustus   | Snap!                             | Rhythm Is a Dancer                     |
| 15 augustus  | Madonna                           | This Used to Be My Playground          |
| 22 augustus  | Madonna                           | This Used to Be My Playground          |
| 29 augustus  | Madonna                           | This Used to Be My Playground          |
| 5 september  | Madonna                           | This Used to Be My Playground          |
| 12 september | 883                               | Hanno ucciso l'uomo ragno              |
| 19 september | 883                               | Hanno ucciso l'uomo ragno              |
| 26 september | Madonna                           | This Used to Be My Playground          |
| 3 oktober    | Madonna                           | This Used to Be My Playground          |
| 10 oktober   | Madonna                           | This Used to Be My Playground          |
| 17 oktober   | Sting & Eric Clapton              | It's Probably Me                       |
| 24 oktober   | Madonna                           | Erotica                                |
| 31 oktober   | Madonna                           | Erotica                                |
| 7 november   | Madonna                           | Erotica                                |
| 14 november  | Madonna                           | Erotica                                |
| 21 november  | Felix                             | Don't You Want Me                      |
| 28 november  | Felix                             | Don't You Want Me                      |
| 5 december   | Whitney Houston                   | I Will Always Love You                 |
| 12 december  | Whitney Houston                   | I Will Always Love You                 |
| 19 december  | Jordy                             | Dur dur d'être bébé!                   |
| 26 december  | Jordy                             | Dur dur d'être bébé!                   |